# Benny Lennartsson
Benny Lennartsson (ur. 14 grudnia 1942 w Örebro) – szwedzki piłkarz występujący na pozycji pomocnika, a także trener.

## Kariera piłkarska
W swojej karierze Lennartsson grał w zespołach Örebro SK, Fulham oraz FC Monthey.

## Kariera trenerska
Karierę trenerską Lennartsson rozpoczął jako grający trener szwajcarskiego FC Monthey. Następnie prowadził szwedzkie drużyny Örebro SK oraz IFK Sundsvall, a w 1980 roku został selekcjonerem reprezentacji Szwecji U-21. W 1986 roku wzięła ona udział w mistrzostwach Europy, które zakończyła na ćwierćfinale.
Od 1985 roku Lennartsson trenował też olimpijską reprezentację Szwecji, która w 1988 roku wystąpiła na letnich igrzyskach olimpijskich, również zakończonych na ćwierćfinale. W latach 1988–1991 był szkoleniowcem norweskiego Vikinga, z którym zdobył Puchar Norwegii (1989), a także mistrzostwo Norwegii (1991).
W kolejnych latach prowadził szwedzki BK Forward, duńskie Lyngby BK oraz angielski Bristol City, a w 2000 roku wrócił do Vikinga. W 2001 roku ponownie zdobył z nim Puchar Norwegii. W Vikingu pracował do 2002 roku. Potem trenował duński Viborg FF oraz norweski IK Start, a także był asystentem trenera w szwedzkim GAIS oraz w reprezentacji Wybrzeża Kości Słoniowej.